# Hydrovatus yagii
Hydrovatus yagii är en skalbaggsart som beskrevs av Kitayama, Mori och Masafumi Matsui 1993. Hydrovatus yagii ingår i släktet Hydrovatus och familjen dykare. Inga underarter finns listade i Catalogue of Life.